# Новая Бишура
Новая Бишура — деревня в Тобольском районе Тюменской области России. Входит в сельское поселение Кутарбитское. По состоянию на 2010 год население составляло 18 человек.

## География
Стоит на реке Тобол.

## История
Деревня полностью переехала на новое место после того как на бывшем участке сгорела деревня.

## Население
| 2010 |
| ---- |
| 18   |

## Инфраструктура
Было личное подсобное хозяйство.
Пристань на реке Тобол

## Транспорт
Доступен водным и автомобильным транспортом.
Остановка общественного транспорта «Новая Бишура».